# Phalarocarpa
Phalarocarpa is een geslacht van vlinders van de familie bladrollers (Tortricidae).

## Soorten
- P. harmographa Meyrick, 1937
- P. ioxanthas (Meyrick, 1930)